# Vũ Đức Khiển
Vũ Đức Khiển (sinh 1940) là đại biểu Quốc hội Việt Nam khóa X. Ông thuộc đoàn đại biểu Bà Rịa – Vũng Tàu.
Những năm 1960 ông học tập tại Trường Cao đẳng kiểm sát, sau đó là một trong số ít cán bộ của ngành Kiểm sát nhận bằng Cử nhân luật của Trường Đại học Tổng hợp Shevchenko ở Kiev, Ukraina và bảo vệ thành công Luận án Tiến sĩ Luật học ở Viện hàn lâm khoa học xã hội Matxcơva. Ông thông thạo tiếng Nga, Đức, là chuyên gia đầu ngành về khoa học pháp lý.
Khi về nước ông giữ nhiều trọng trách như: Trưởng khoa Lý luận Nhà nước Trường Cao đẳng Kiểm sát, Viện trưởng Viện khoa học kiểm sát, Viện trưởng VKSND thành phố Hà Nội, Phó Viện trưởng Viện Kiểm sát Nhân dân Tối cao (1992 - 1996), Phó Chủ nhiệm Ủy ban Pháp luật của Quốc hội (từ 4-11-1996), và là Chủ nhiệm Ủy ban pháp luật 2 nhiệm kỳ (1997 - 2007).